# Jaxon Evans
Jaxon Evans (né le 19 septembre 1996) à Levin en Nouvelle-Zélande est un pilote de course automobile néo-zélandais qui participe à des épreuves d'endurance aux mains de voitures de Grand tourisme dans des championnats tels que le Championnat du monde d'endurance, l'European Le Mans Series ainsi que les 24 Heures du Mans,.̟
Il a remporté le championnat Porsche Carrera Cup France en 2020 avec l'écurie autrichienne Lechner Racing.

## Carrière
En 2020, après avoir obtenu son titre de champion de France du championnat Porsche Carrera Cup France avec l'écurie Lechner Racing, Jaxon Evans avait eu l'opportunité de participer à la dernière manche du Championnat du monde d'endurance FIA 2019-2020, les 8 Heures de Bahreïn. Pour cette première expérience dans ce championnat, Jaxon Evans avait marqué son entrée par le meilleur tour en course de la catégorie GTE-Am avec à la clé une belle 3e place.
En 2021, Jaxon Evans perd son statut de pilote officiel chez Porsche mais il a pu représenter la marque. Sur la lancée de la saison précédente, Jaxon Evans a participé au Championnat du monde d'endurance FIA 2021 avec l'écurie allemande Dempsey Proton Racing aux mains cette fois ci d'une Porsche 911 RSR-19 dans la catégorie LMGTE Am. C'est ainsi qu'il participa pour la première fois de sa carrière aux 24 Heures du Mans. Il a également poursuivi son engagement en Porsche Carrera Cup France mais cette fois ci avec l'écurie française Martinet by Alméras. Il participa également à quelques manches du championnat European Le Mans Series au sein de l'écurie Proton Competition.

## Palmarès

### Résultats aux24 Heures du Mans
| Année | Écurie                | Copilotes                    | Voiture            | Classe   | Tours | Pos. | Class Pos. |
| ----- | --------------------- | ---------------------------- | ------------------ | -------- | ----- | ---- | ---------- |
| 2021  | Dempsey Proton Racing | Christian Ried Matt Campbell | Porsche 911 RSR-19 | LMGTE Am | 335   | 31e  | 5e         |

### Résultats enChampionnat du monde d'endurance
| Année     | Écurie                | Châssis            | Moteur                    | Classe   | 1        | 2        | 3     | 4     | 5   | 6   | 7   | 8     | Position | Points |
| --------- | --------------------- | ------------------ | ------------------------- | -------- | -------- | -------- | ----- | ----- | --- | --- | --- | ----- | -------- | ------ |
| 2019-2020 | Dempsey Proton Racing | Porsche 911 RSR    | Porsche 4,0 L Flat-6 Atmo | LMGTE Am | SIL      | FUJ      | SHA   | BHR   | CAM | SPA | LMS | BHR 3 | 21e      | 23     |
| 2021      | Dempsey Proton Racing | Porsche 911 RSR-19 | Porsche 4,0 L Flat-6 Atmo | LMGTE Am | SPA Abd. | POR Abd. | MNZ 5 | LMS 5 | BHR | BHR |     |       | 10e*     | 34*    |

* Saison en cours.

### Résultats enEuropean Le Mans Series
| Année | Écurie             | Châssis            | Moteur                    | Classe | 1     | 2   | 3     | 4   | 5   | 6   | Position | Points |
| ----- | ------------------ | ------------------ | ------------------------- | ------ | ----- | --- | ----- | --- | --- | --- | -------- | ------ |
| 2021  | WeatherTech Racing | Porsche 911 RSR-19 | Porsche 4,0 L Flat-6 Atmo | LMGTE  | BAR 2 | RBR |       |     |     |     | 14e*     | 23*    |
| 2021  | Proton Racing      | Porsche 911 RSR-19 | Porsche 4,0 L Flat-6 Atmo | LMGTE  |       |     | LEC 8 | MON | SPA | POR | 14e*     | 23*    |

### 12h de Bathurst
| Année | Équipe                                 | Coéquipiers                      | Voiture                 | Catégorie | Tours | Pos. | Class Pos. |
| ----- | -------------------------------------- | -------------------------------- | ----------------------- | --------- | ----- | ---- | ---------- |
| 2024  | Phantom Global Racing                  | Bastian Buus Joel Eriksson       | Porsche 911 GT3 R (992) | A-PRO     | 275   | 4e   | 4e         |
| 2020  | Earl Bamber Motorsport                 | David Calvert-Jones Romain Dumas | Porsche 911 GT3 R       | A-PRO AM  | 311   | 11e  | 2e         |
| 2019  | Competition Motorsports McElrea Racing | David Calvert-Jones Kévin Estre  | Porsche 911 GT3 R       | A-PRO AM  | 37    | DNF  |            |
| 2018  | Objective Racing                       | Warren Luff Tim Slade Tony Walls | McLaren 650S GT3        | A-PRO AM  | 260   | DNF  |            |

* Saison en cours.